# Stadion 20-lecia Niepodległości Tadżykistanu
Stadion 20-lecia Niepodległości (tadż. Варзишгоҳи ба номи "20-солагии Истиқлолияти Ҷумҳурии Тоҷикистон") – wielofunkcyjny stadion w Chodżencie, w Tadżykistanie. Może pomieścić 35 000 widzów. Posiada nawierzchnię trawiastą. Jest domową areną klubu FK Chodżent ligi Kahramonhoi Todżikiston. Został otwarty w 2009 roku.